# 국민의당 제보 조작 사건
국민의당 제보 조작 사건은 2017년 5월에 국민의당에서 공개한 문준용의 파슨스 스쿨 동료의 문준용의 취업 특혜 의혹에 대한 증언 파일이 조작된 것으로 밝혀진 사건이다. 2017년 6월 26일, 국민의당 박주선 비상대책위원장은 문준용의 한국고용정보원 취업 특혜에 관한 의혹의 증거로 사용되었던 자료가 당시 제보하였던 국민의당 당원에 의해 직접 조작되었음을 알게 되었다며 대국민 사과를 하였다.

## 전개
2017년 5월 5일, 국민의당은 문재인의 아들 문준용의 파슨스 디자인 스쿨 대학원 동료라고 주장하는 자가 문준용의 특혜 취업 의혹에 대해 증언한 음성 파일을 공개하였다. 파일에서 문준용의 동료였다고 주장하는 자는 문준용이 "아빠가 얘기를 해서 어디에 이력서만 내면 된다고 얘기를 했던 거”라고 증언하였다.
문준용의 유학 시절 룸메이트는 자신의 페이스북을 통해 "진로에 대한 고민을 말할 때 아버지에 대한 언급도 없었다. 참고로 아버지라고 부르지 아빠라고 부르지도 않는다"며 문준용을 옹호하였다. 문재인 후보 선거대책본부 박광온 공보단장은 "국민의당에서 녹취록 공개한 분에 대해 알아보는 데 문준용 씨가 파슨스 스쿨에서 공부할 때 한국인 동기가 세 분 있었다"며 "세 분은 국민의당과 인터뷰하지 않은 걸로 밝혀졌다. 동기 중에는 인터뷰 한 사람이 없는 것으로 팩트 확인했다"고 반박하였다.
2017년 6월 26일, 국민의당 박주선 비상대책위원장은 문준용의 고용정보원 취업 특혜에 관한 의혹의 증거로 사용되었던 자료가 당시 제보하였던 국민의당 당원에 의해 직접 조작되었음을 알게 되었다며 대국민 사과를 하였다. 같은 날, 검찰은 문준용의 취업 특혜 의혹 자료를 조작하여 공직선거법상 허위사실을 공표한 혐의로 국민의당 당원 이유미를 긴급 체포하고, 조작된 제보 내용을 국민의당에 전달한 이준서 전 국민의당 최고위원의 출국을 금지하였다. 이유미는 녹취 파일을 자신이 조작했다고 시인하였으나, 이준서 전 최고위원이 조작 사실을 알았다고 주장한 것으로 알려졌다.
6월 28일 오전 8시부터 검찰은 이유미의 주거지와 사무실, 이준서 전 최고위원의 주거지 등을 압수수색하고, 오후 3시30분 경에 이유미에 대한 구속 영창을 청구하였으며, 이 전 최고위원도 피의자 신분으로 전환하였다. 한편 이용주 국민의당 의원은 28일 기자 간담회에서 4월 22일부터 5월 6일까지 이유미와 이 전 최고위원 사이에 오간 카카오톡 메시지를 공개하며, "이유미는 제보 조작 사실을 이준서 전 최고위원에게 알린 바가 없다고 진술했다. 이유미가 '제보 조작을 당이 지시했다'고 주장했다는 내용은 사실무근"이라고 주장하였다. 이준서 전 최고위원 또한 SBS와의 인터뷰에서 이유미와의 카카오톡 메시지를 공개하며, 증거의 조작을 의심하지 못했으며 이유미에게 속았다고 주장하였다.
6월 29일, 서울남부지방법원은 사안이 중대하여 도주의 우려가 있다며 이유미에 대한 구속 영장을 발부하였다. 한편 김관영 국민의당 의원은 기자 간담회에서 "이준서 전 최고위원이 5월1일 이유미씨의 카카오톡 제보를 박지원 전 국민의당 대표에게 바이버 문자로 보냈다고 진술했다"고 말했다. 김관영 의원은 이 전 최고위원이 이유미가 조작한 자료를 박 전 대표에게 보낸 뒤 "박지원 대표님. 어떻게 하면 좀더 이슈를 만들 수 있을까요"라고 문의하였으나, 이전에 박 전 대표가 추가로 휴대전화를 개설하여 내용을 확인하지 못했다고 주장하였다.
또한 이준서 전 최고위원의 SBS 인터뷰에서 이유미가 이 전 최고위원에게 5월 8일 "사실대로 모든 걸 말하면 국민의당은 망하는 것이라고 하셔서 아무 말도 아무것도 못하겠다. 너무나 후회되고 힘들어서 거의 잠을 못 잤다"라는 메시지를 보낸 것으로 밝혀져, 이유미가 조작 사실을 5월 9일 선거 전에 알렸을 가능성이 제기되었다. 이용주 의원은 해당 대목을 누락하여 발표한 이유에 대해서는 “(해당 내용을) 구두로 들었지 자료로 가지고 있지 않아서”라고 말했다.
6월 30일, 이유미의 변호인인 차현일은 검찰 조사에서 이유미가 본인의 단독 범행이라고 진술했다는 이용주 의원의 설명은 사실이 아니라고 반박하며, 자신이 송강 변호사의 휴대 전화로 이용주 의원과 한 차례 통화한 것은 사실이지만, 단지 사실 관계를 확인한 것이라고 설명하였다. 한편 국민의당 진상조사단은 지난 25일 오전 이유미가 안철수 전 국민의당 대표에게 "고소 취하를 부탁드린다", "구속당한다고 하니 너무 두렵다. 죽고싶다"라는 문자 메시지를 보낸 사실을 확인했다고 발표하였다. 안 전 대표는 30일 전화 조사에서  "이유미가 어떤 취지로 문자 메시지를 보냈는지 이해하지 못했다"고 말했다고 진상조사단은 밝혔다.
7월 2일, 박주선 비상대책위원장은 진상조사단장인 김관영 의원으로부터 "이유미의 단독 범행이 맞다는 취지로 보고를 받았다"고 말했다. 안철수 전 대표는 이날 진상조사단의 대면 조사에서 6월 25일 이용주 의원으로부터 이번에 보고를 받고 조작 사실을 처음 알았다고 소명한 것으로 전해졌다. 국민의당 진상조사단은 3일 기자 회견을 열고 자체 조사 결과를 발표하였다. 김관영 진상조사단장은 국민의당이 증거 조작 사실을 최초로 인지한 시점은 6월 24일이며, 이유미의 단독 범행으로 결론내렸다고 밝혔다.
7월 3일, 검찰에 피의자 신분으로 소환된 이준서 전 최고위원은 "조작 지시한 것 없다. 윗선에서 지시한 것도 없다"고 주장하였다. 김관영 진상조서단장은 4일 CBS·PBC 라디오에 출연하여 이유미가 이준서 전 최고위원에게 "사실대로 모든 걸 말하면 국민의당은 망하는 거라고 하셔서 아무 말도 못 하겠어요"라고 보낸 메시지에 대해서는 "합리적으로 이해가 잘 안 되는 부분이 있다. 검찰 수사로 밝혀야 한다"며, "이 전 최고위원은 이유미가 바이버를 사용하는 게 생각났고, 바이버로 불러 '사실대로'가 무슨 말이냐고 물어봤더니 이유미가 말을 어물어물 이상하게 해 이해를 못 했다고 한다"고 밝혔다.
7월 9일, 검찰은 이준서 전 최고의원과 이유미의 남동생 이 모에 대하여 "혐의가 인정되고 사안이 중대하다"는 이유로 사전 구속 영장을 청구하였다. 12일, 서울남부지방법원은 "범죄사실이 소명되고 증거인멸 및 도망할 염려가 있다"며, 이 전 최고위원에 대한 구속 영장을 발부하였다. 한편 법원은 "증거인멸이나 도망할 염려가 있다고 보기 부족하다"며 이유미의 남동생에 대한 구속 영장 청구는 기각하였다.
7월 28일 서울남부지방검철청 공안부는 공직선거법상 허위사실 공표 혐의로 구속된 이준서 전 최고위원을 기소하겠다고 발표하였다. 7월 31일, 검찰은 김인원, 김성호 당시 공명선거추진단 부단장을 같은 혐의로 불구속 기소하며 수사를 마무리하였다.

## 반응
- 6월 26일, 문재인 대통령은 “뒤늦게나마 진실이 밝혀져 다행”이라고 말한 것으로 전해졌다.[24]
- 6월 26일, 김현 더불어민주당 대변인은 "박 위원장 사과로 끝낼 사안은 아니다"라며 "당시 국민의당 대선후보와 선거대책위원장 등이 어떤 입장인지 분명히 밝히고, 이 일에 관련된 분들의 책임 있는 답변이 있어야 한다"고 말했다.[24]
- 6월 27일, 박지원 전 국민의당 대표는 "우리 당원에 의해서 조작됐다고 하면 그것도 잘못이지만 문준용씨의 채용비리 자체가 어떻게 되었는가 하는 문제도 철저히 조사돼야 하기 때문에 특검으로 국민적 의혹을 규명하는 것이 좋다"고 주장하였다.[25]
- 6월 27일, 노회찬 정의당 원내대표는 "(이번 사건은) 증거를 완전히 조작해서 채용 비리가 있는 양 뒤집어씌운 혐의이고 내버려둬도 검찰이 수사를 잘할 것 같은데 특검 할 필요가 뭐가 있냐"며 "특검 하자는 얘기는 저쪽도 여전히 의혹이 있다는 얘기 아니겠냐. 이것이야말로 대선 불복이라고 생각한다"고 말했다.[25]
- 6월 28일, 박주선 국민의당 비상대책위원장은 “만일 당이 조직적으로 개입했다면 당을 해체해야 한다”고 말했다.[26]
- 6월 28일, 매일경제는 사설에서 "무엇보다 대선 후보였던 안철수 전 대표가 어디까지 알고 있었는지를 밝혀야 한다. 당원 이씨의 윗선으로 거론되는 이준서 전 최고위원을 안 전 대표가 영입했던 만큼 직접 나서 상세하게 설명을 하는 게 맞는다"고 주장하였다.[27]
- 6월 29일, 추미애 더불어민주당 대표는 "당시 국민의당 지도부하고 대변인단이 총동원 되었다. 조직적으로 유포했기 때문에 이것은 엄청난 중대한 범죄인 것이다"며 "검찰의 명명백백한 수사가 더 진행이 되어야 한다. 거기에 따라서 책임을 물어야 한다"고 말했다.[28]
- 6월 29일, 박홍률 목포시장이 "국민의당에 실망했다. 정치적인 진로를 고민하겠다"고 밝혔다.[29]
- 7월 12일, 안철수 국민의당 전 대표가  "이번 사건의 정치적 도의적 책임은 모두 대선 후보였던 저에게 있다"며 "모든 것을 내려놓고 반성하고 성찰하겠다"며 사과하였다.[30]